# Saint-Nicolas-des-Bois (Manica)
Saint-Nicolas-des-Bois è un comune francese di 114 abitanti situato nel dipartimento della Manica nella regione della Normandia.

## Società

### Evoluzione demografica
Abitanti censiti